# Cmentarz żydowski w Kijowicach
Cmentarz żydowski w Kijowicach (Bierutowie) zwany też czasem Nowym cmentarzem żydowskim w Bierutowie dla odróżnienia od starego kirkutu, znajdującego się faktycznie w Miłocicach – kirkut społeczności żydowskiej zamieszkującej Bierutów. Powstał w 1865. Zajmuje powierzchnię 0,2 ha. Przetrwał nienaruszony okres III Rzeszy, został jednak zdewastowany przez ludność polską po II wojnie światowej. Chociaż nie zachował się żaden kamienny nagrobek, obiekt został wpisany do rejestru zabytków w 1990. Cmentarz jest otoczony ceglanym murem.

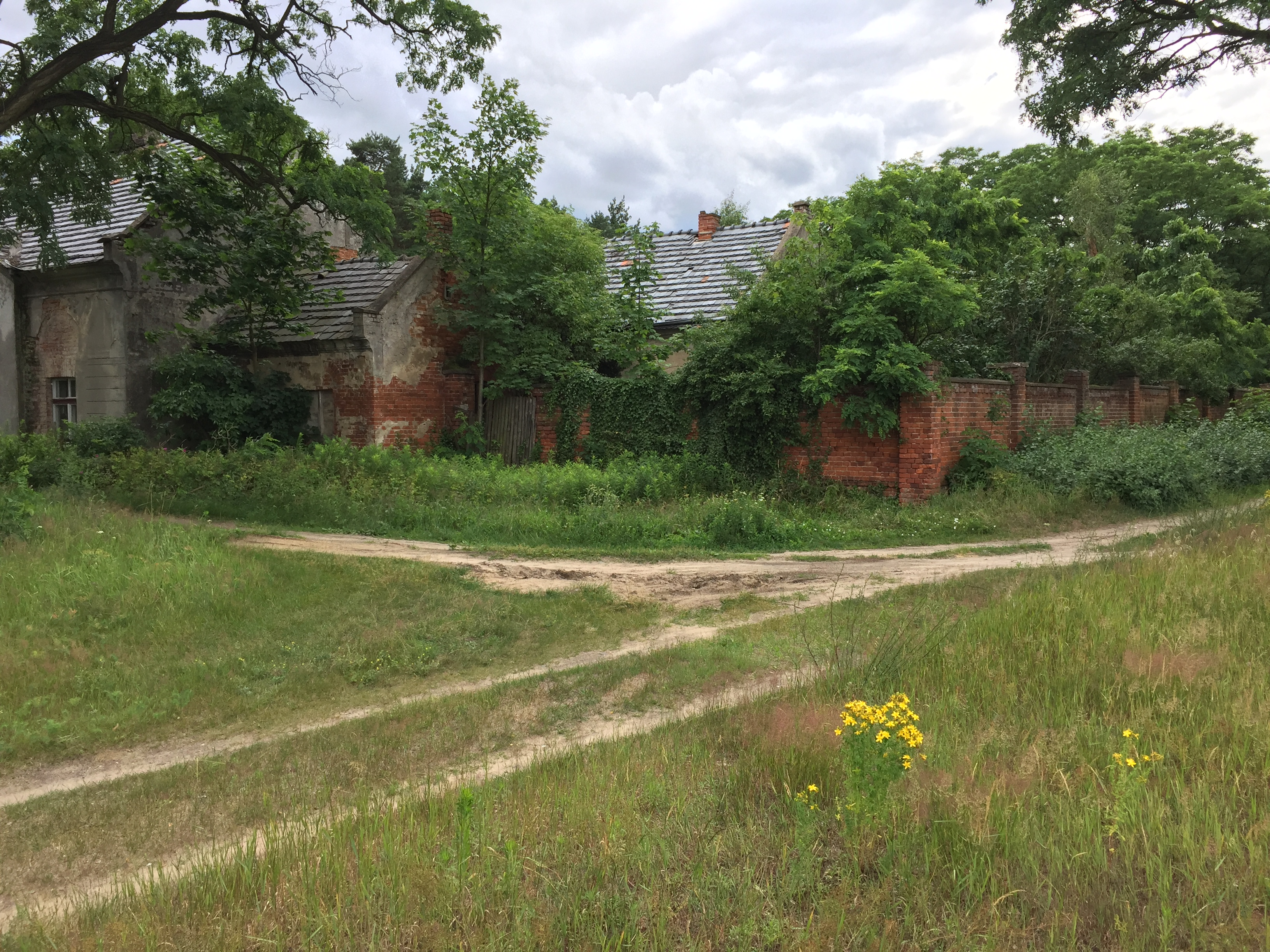
widok na mur okalający dawny cmentarz